# Aristida decaryana
Aristida decaryana är en gräsart som beskrevs av Aimée Antoinette Camus. Aristida decaryana ingår i släktet Aristida och familjen gräs.
Artens utbredningsområde är Madagaskar. Inga underarter finns listade i Catalogue of Life.